# Grande Prêmio do Cinema Brasileiro
Il Grande Prêmio Cinema Brasil è un premio cinematografico brasiliano istituito nel 2000 dal Ministero della Cultura per onorare i migliori film brasiliani distribuiti nell'anno antecedente il festival. È organizzato dalla Cinema do Brasil, un'agenzia con sede a San Paolo che si occupa della promozione e distribuzione del cinema brasiliano nel mondo. La cerimonia di assegnazione si svolge a Rio de Janeiro durante il mese di febbraio e viene trasmessa in diretta televisiva.
La statuetta stilizzata del premio, aveva le fattezze del cantante Grande Otelo.